# Trippelpunkt

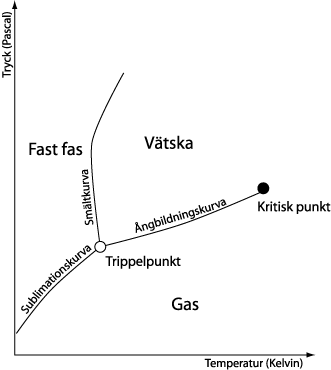
Fasdiagram med trippelpunkt

En trippelpunkt för ett ämne är en kombination av tryck och temperatur som tillåter tre faser att existera samtidigt och i termodynamisk jämvikt. För vatten förekommer en trippelpunkt mellan vätska, gas och fast form vid 611,73 Pa och 0,01 °C, vilken normalt kallas vattnets trippelpunkt. I högtrycksregioner förekommer dock ytterligare trippelpunkter på grund av övergångar mellan olika former av is.
Varje sådan möjlig kombination av tryck och temperatur är enbart beroende av ämnet självt, vilket gör trippelpunkter användbara för konstruktion av temperaturskalor. Exempelvis var temperaturskalorna för kelvin och grader Celsius definierade utifrån absoluta nollpunkten samt vattens unika trippelpunkt vid 611,73 Pa och 0,01 °C mellan 1967 och den 20 maj 2019.

## Trippelpunktsceller
Trippelpunktsceller används vid kalibrering av termometrar. För krävande arbeten, är trippelpunktsceller typiskt fyllda med en i hög grad ren kemisk substans såsom väte, argon, kvicksilver eller vatten (beroende på den önskade temperaturen). Renheten hos dessa ämnen kan vara så hög att endast en del på en miljon är en förorening, eller är till 99,9999 % rent. För  en vattenbaserad cell, används en speciell isotopsammansättning kallad VSMOW eftersom denna är mycket ren och ger temperaturer som är mer jämförbara från labb till labb. Trippelpunktsceller är effektiva för att uppnå mycket noggranna, reproducerbara temperaturer. En internationell kalibreringsstandard för termometrar kallad ITS-90 är beroende av trippelpunktsceller hos väte, neon, syre, argon, kvicksilver och vatten vilka avgränsar sex av dess definierade temperaturer.